# Cathal mac Áedo
Cathal mac Áedo Flaind Chathrach (mort en 627,) était un roi de Munster (en irlandais : Muman), l'un des cinq royaumes d'Irlande. Il appartenait à la famille des Eóganacht Glendamnach, une branche du clan des Eóganachta descendant d'Óengus mac Nad Froích (mort en 489), le premier roi chrétien de Muman, par son fils Eochaid mac Óengusa. 

## Biographie
Il était le fils d'Áed Fland Cathrach et le petit-fils du roi Coirpre Cromm mac Crimthainn (mort en 577). Il succéda sur le trône à Fíngen mac Áedo Duib en 618. 
Dans la saga Mór de Muman et la mort violente de Cuanu mac Ailchine, il est dit qu'il épousa la veuve de son prédécesseur, Mór Muman (décédée en 628, 633 ou 636). Elle était fille d'Áed Bennán mac Crimthainn (mort en 618) des Eoganachta de Loch Lein, dans l'ouest du royaume. Il assura par là son droit de régner à Cashel. On y apprend aussi qu'après que la sœur de Mór, Ruithchern, ait été sauvée des mains des Uí Liatháin qui la retenaient en servitude, les deux sœurs se lamentèrent et regrettèrent le défunt roi Fíngen mac Áedo Duib et la prospérité du royaume en son temps, ce qui provoqua les réprimandes de Cathal.  
Mór maria sa sœur Ruithchern à Lonán mac Findig, un allié de Cathal, probablement roi d'Éile, dans le nord de Muman. Mais un jour Cathal lui demanda de se lever et de montrer du respect au roi des Déisi. Lonán fut offensé par cette demande et quitta Cashel, emmenant avec lui sa femme et projetant de s'établir parmi sa belle-famille, les fils d'Áed Bennán. En route, il fut attaqué et blessé par Cuanu mac Ailchine des Fir Maige Féne qui enleva Ruithchern. Ceci conduira à une guerre entre les fils d'Áed Bennán et ceux de Cathal, chacun cherchant à éviter la confrontation directe et attaquant les peuples sujets du sept adverse. 
Les péripéties contées dans cette saga à propos de la querelle entre les deux branches de Glendamnach et de Loch Lein trouvent un écho partiel dans certaines références faites par les annales à des incidents qui surviendront la génération suivante. 
En 644 eut lieu la bataille de Cenn Con entre Máel Dúin mac Áedo Bennán (mort en 661) et Aengus Liath (le frère de Cathal, mort en 644), de la branche de Glendamnach, qui se traduira par un massacre des deux côtés et par la fuite de Máel Dúin. 
La mort de Cuanu mac Cailchín est également placée dans les annales en 644. 
C'est pendant son règne que Keating place la bataille de Bealach Feile entre les royaumes de Muman et de Laigin, ou Ceallach, fils de Faolchur, roi d'Osraige, trouva la mort. Cathal fut victorieux, et la bataille meurtrière. 
Cathal eut 7 fils dont Cathal Cú-cen-máthair mac Cathaíl (mort en 665), qui fut lui aussi roi de Muman. 

## Sources
- (en) Annales de Tigernach sur CELT: Corpus of Electronic Texts dans University College Cork.
- (en) Annales d'Inisfallen sur CELT: Corpus of Electronic Texts dans University College Cork.
- (en) Francis J. Byrne, Irish Kings and High-Kings, Table 12, Four Courts Press, Dublin (2001).  (ISBN 978-1-85182-196-9).
- (en) Édition révisée des synchronismes de McCarthy, Trinity College Dublin.
- (en) Dan M. Wiley, Mór Muman, Cycles des Rois.
- (en) Révérend Eugene O'Keeffe, Book of Munster (1703), sur Généalogies des Eóganachta.